# جامدانی
جامدانی (بنگالی: জামদানি) نوعی نساجی ممتاز موصلی است که از قرن‌ها پیش در منطقه ناراین‌گنج در بنگلادش تولید می‌شود. تولید جامدانی مورد حمایت  پادشاهان گورکانی هند بوده‌است.
از سال ۲۰۱۳ این نوع نساجی در فهرست شاهکارهای شفاهی و ناملموس میراث بشری یونسکو وارد شده‌است.